# Teminius
Genre
Synonymes
- Paratyle Simon, 1896
- Eutychuroides Petrunkevitch, 1926

Teminius est un genre d'araignées aranéomorphes de la famille des Miturgidae.

## Distribution
Les espèces de ce genre se rencontrent en Amérique.

## Liste des espèces
Selon World Spider Catalog (version 21.5, 04/01/2021) :
- Teminius affinis Banks, 1897
- Teminius agalenoides (Badcock, 1932)
- Teminius hirsutus (Petrunkevitch, 1925)
- Teminius insularis (Lucas, 1857)

## Publication originale
- Keyserling, 1887 : « Neue Spinnen aus America. VII. » Verhandlungen der kaiserlich-königlichen zoologisch-botanischen Gesellschaft in Wien, vol. 37, p. 421-490 (texte intégral).